# 1%的可能性 (2016年電視劇)
《1%的可能性》（韓語：1%의 어떤 것）為韓國玉米（Oksusu）應用程式自2016年9月30日及DramaX自2016年10月5日播出，由《能看見鬼的警察處容》的姜哲宇導演執導與《創造情緣》玄高雲作家共同打造。翻拍姜棟元、金晶和在2003年出演的同名電視劇，講述富家子弟和小學老師因為遺產繼承問題而發生的一系列故事。
此劇集原在MBC商討播出安排，後於9月被拒絕編成安排，改由DramaX的網絡平台播放。

## 演員陣容

### 主要人物
| 演員   | 角色   | 介紹 | 台灣配音 | 香港配音 |
| 河錫辰 | 李宰仁 | 32歲，有能力的飯店經營者，因為脾氣火爆與沒有人情味，人緣極差, 基於祖父的遺囑內容而開始與多炫交往並愛上了多炫。 | 何志威   | 簡懷甄   |
| 全昭旻 | 金多炫 | 26歲，充滿愛心的國小老師，同時也是新進男星的粉絲會會長,因為與會長的因緣而與載仁相識。                          | 石薇     | 姜嘉蕾   |

### 宰仁週邊人物
| 演員   | 角色   | 介紹                                                                       | 台灣配音 | 香港配音 |
| 朱進模 | 李奎鐵 | 勝賢集團創始人兼名譽會長，李載仁的爺爺, 因為多炫相救而結緣。               | 官志宏   | 陳健豪   |
| 李坎熙 | 姜世熙 | 李奎鐵的兒媳，李載仁的養母, 因為自己的兒子早亡, 於是爺爺把載仁交予扶養。   | 陶敏嫻   | 張雪儀   |
| 李海印 | 李秀晶 | 李載仁同母異父的妹妹，出生及成長於加拿大, 由於對演藝的熱愛而偷偷回到韓國。 | 陳貞伃   | 黎皓宜   |
| 金炯民 | 閔泰夏 | 李載仁的表弟及競爭對手, 不甘受父母擺佈, 希望有自己的事業及主意。           | 蔣鐵城   |          |
| 金善赫 | 朴亨俊 | 勝賢集團的顧問律師，載仁的同學及好友。                                     | 官志宏   | 趙錦標   |
| 金珉賞 | 閔赫柱 | 勝賢集團代表理事，李奎鐵會長的女婿，泰夏的爸爸，載仁的姑丈, 具有野心。     | 馬伯強   | 簡懷甄   |
| 金詩英 | 李素英 | 李奎鐵會長的女兒，泰夏的媽媽，載仁的姑媽。                                 | 陳貞伃   | 譚淑嫻   |
| 趙載龍 | 姜東石 | 勝賢集團戰略企劃室組長, 載仁的得力助手。                                   | 馬伯強   | 趙錦標   |
| 朴真珠 | 韓宥靜 | 勝賢集團戰略企劃室女職員。                                                 | 陶敏嫻   | 黎皓宜   |
| 徐恩彩 | 韓珠姬 | 韓朱集團會長的女兒，載仁的前女友, 非常任性的富家女。                       | 陳貞伃   | 張雪儀   |

### 多炫週邊人物
| 演員   | 角色   | 介紹                                                           | 台灣配音 | 香港配音 |
| 李尚勳 | 金振萬 | 多炫的爸爸。                                                   | 蔣鐵城   | 趙錦標   |
| 李英淑 | 鄭美靜 | 多炫的媽媽。                                                   | 陳貞伃   | 張雪儀   |
| 林度允 | 鄭玄真 | 清潭洞高級服裝店經理，多炫的至交好友, 很愛護多炫, 性格火辣。   | 陶敏嫻   | 譚淑嫻   |
| 崔成宰 | 鄭善宇 | 玄真的同父異母哥哥，暗戀金多炫。                               | 馬伯強   | 陳健豪   |
| 白承憲 | 池秀   | 金多炫喜歡的新人歌手, 實際與多炫相識很久, 經常受到多炫的照顧。 | 蔣鐵城   |          |

### 其他人物
| 演員   | 角色   | 介紹                         | 台灣配音 | 香港配音 |
| 權奕修 | 韓會長 | 韓朱集團會長，韓珠熙的爸爸。 |          |          |

## 收視
| 集數 | 播出日期   | 標題                                        | AGB 收視率       |
| 集數 | 播出日期   | 標題                                        | 大韓民國（全國） |
| ---- | ---------- | ------------------------------------------- | ---------------- |
| 1    | 2016/10/05 | 從姻緣到命運 愛情概率1%                     |                  |
| 2    | 2016/10/06 | 賽點 不玩會輸的遊戲                         | 0.529%           |
| 3    | 2016/10/12 | 問題男人 這樣是犯規                         | 0.713%           |
| 4    | 2016/10/13 | 業務關係 所以說，請不要愛上我               | 0.766%           |
| 5    | 2016/10/19 | 忙 是因為跟他談戀愛                         | 0.624%           |
| 6    | 2016/10/20 | 那個男人喜歡的類型 既平凡又很土，所以很特別 | 0.826%           |
| 7    | 2016/10/26 | 做得真棒 世界上最重要的真正的可能性         | 1.287%           |
| 8    | 2016/10/27 | 某種告白 留在這兒，我們家，我身邊           | 0.936%           |
| 9    | 2016/11/02 | 嫉妒 就是一次也沒有感受過的感情             | 0.897%           |
| 10   | 2016/11/03 | 又愛又恨的情感 所以說要讓他繼續活著嗎？     | 0.868%           |
| 11   | 2016/11/09 | 酒後吐真言 我們就算艱難，也一起走到最後吧？ | 0.496%           |
| 12   | 2016/11/10 | 她不在 心臟像要消失了一樣                   | 0.790%           |
| 13   | 2016/11/16 | 契約的結束 不要遇到好的人                   | 0.848%           |
| 14   | 2016/11/17 | 一個謊言 時間真的能治愈我？                 | 0.751%           |
| 15   | 2016/11/23 | 我愛你 那男人真心來晚了                     | 0.760%           |
| 16   | 2016/11/24 | 1%的幸運 讓我變得完美的人                   | 1.254%           |

*收視最低的集數以藍色表示，收視最高的集數以紅色表示，而空格則表示該集的收視沒有相關數據。

### 台灣東森戲劇台
| 臺灣 東森戲劇台 首播收视率 （AC尼爾森） |      |                          |        |      |
| 集數                                    | 週數 | 播出日期                 | 收视率 | 備註 |
| 1-2                                     | 1    | 2017年10月12日－10月13日 | 未知   |      |
| 3-7                                     | 2    | 2017年10月16日－10月20日 | 0.71   |      |
| 8-12                                    | 3    | 2017年10月23日－10月27日 | 0.79   |      |
| 13-14                                   | 4    | 2017年10月30日－10月31日 | 0.93   |      |
| 平均收視率                              |      |                          |        |      |

1. 数据由AGB尼爾森調查，調查範圍是四歲以上收看電視之觀眾。
2. 資料來源：韓國-偶像劇場

## 其他搭配歌曲
- 台灣東森電視版本
  - 片頭曲：劉思涵《寂寞綁架》
  - 片尾曲：畢書盡《我想你了》

## 腳註
1. ↑  河錫辰確定出演翻拍劇《1%的可能性》 （页面存档备份，存于） 2016/05/27
2. ↑  《1%的可能性》首次劇本練習花絮照 （页面存档备份，存于） 2016/06/14
3. ↑  河錫辰、全昭旻新劇《1%的可能性》海報 （页面存档备份，存于） 2016/09/11
4. ↑  第一集17:57畫面出現的會長遺囑上顯示他的漢名為「李宰仁」。
5. ↑  第一集17:57畫面出現的會長遺囑上顯示她的漢名為「金多炫」。
6. ↑  .   [2016-11-25]. （原始内容存档于2013-12-26）.

## 外部連結
- 香港有線電視官方網站（页面存档备份，存于）（繁體中文）
- 臺灣東森電視官方網站（繁體中文）

| 香港 有線劇集台 星期六 19:00 - 00:00 · 8月5日 21:00 - 00:00 | 香港 有線劇集台 星期六 19:00 - 00:00 · 8月5日 21:00 - 00:00 | 香港 有線劇集台 星期六 19:00 - 00:00 · 8月5日 21:00 - 00:00 |
| ----------------------------------------------------------- | ----------------------------------------------------------- | ----------------------------------------------------------- |
|                                                             | 1%的可能性 （2017年8月5日 - 2017年8月19日）                 |                                                             |
| 奪命任務(重播) （2017年6月24日 - 2017年8月5日）             | 魔女寶鑑 （2017年8月26日 - 2017年9月30日）                  |                                                             |
| 香港 奇妙77台 星期一至五 20:30 - 21:30                      |                                                             |                                                             |
| 舉重妖精金福珠 （2017年11月2日 - 2017年12月1日）            | 1%的可能性 （2017年12月4日 - 2017年12月20日）               | 名不虛傳 （2017年12月21日 - 2018年1月24日）                 |

| 臺灣 東森戲劇台 星期一至五 22:00 - 23:00   | 臺灣 東森戲劇台 星期一至五 22:00 - 23:00       | 臺灣 東森戲劇台 星期一至五 22:00 - 23:00      |
| ------------------------------------------ | ---------------------------------------------- | --------------------------------------------- |
|                                            | 1%的可能性 （2017年10月12日 - 2017年10月31日） |                                               |
| 守護者K2 （2017年9月7日 - 2017年10月11日） | 焦急羅曼史 （2017年11月1日 - 2017年11月20日）  |                                               |
| 臺灣 東森綜合台 星期一至五 20:00 - 21:00   |                                                |                                               |
| 守護者K2 （2017年9月8日 - 2017年10月12日） | 1%的可能性 （2017年10月13日 - 2017年11月1日）  | 焦急羅曼史 （2017年11月2日 - 2017年11月21日） |